# Książęta rugijscy
Książęta rugijscy – lista władców Księstwa rugijskiego obejmującego Rugię oraz przyległe tereny na kontynencie.

## Księstwo rugijskie/rańskie
Książęta państwa plemiennego Rugiów
- ~955 Wisław
- ~1066 Krut (Krito)
- ~1100 Grines (Grimmus)
- ~1138 Racław rugijski

1168–1325 księstwo wasalne królów Danii
- 1162–1170 Tesław
- 1170–1218 Jaromar I
- 1218–1236 Barnuta razem z Wisławem I
- 1218–1249 Wisław I
- 1249–1260 Jaromar II
- 1260–1302 Wisław II razem z Jaromarem III
- 1268 – przed 1285 Jaromar III
- 1302–1304 Sambor w Stralsundzie
- 1302–1325 Wisław III na Rugii

od 1325 do książąt (zachodnio)pomorskich jako księstwo wołogosko-rugijskie, albo rugijsko-bardowskie:
- 1325–1326 Warcisław IV
- 1326–1368 Bogusław V, Warcisław V, Barnim IV
- 1368–1372 Warcisław VI, Bogusław VI
- 1372–1394 Warcisław VI
- 1394–1415 Warcisław VIII
- 1415–1432/36 Świętobor II
- 1432/36–1451 Barnim VIII
- 1451–1457 Warcisław IX
- 1457–1478 Warcisław X

od 1474 w składzie ks. wołogoskiego
od 1478 w składzie ks. (zachodnio)pomorskiego